# Reinhard Wittenberg
Reinhard Wittenberg (* 22. August 1945 in Hildesheim) ist ein deutscher Soziologe, wissenschaftlicher Autor und lehrt Soziologie an der Friedrich-Alexander-Universität Erlangen-Nürnberg.

## Leben
Reinhard Wittenberg ist in Hannover aufgewachsen. Nach dem Abitur studierte er Soziologie in Hannover, Münster und Bielefeld; er erwarb den akademischen Grad eines Dipl.-Soziologen. Anschließend wurde er dort zum Dr. sc. pol. promoviert. Er ist verheiratet und hat zwei Töchter.

## Wissenschaftlicher Werdegang
Nach Tätigkeiten als Wissenschaftlicher Assistent an den Universitäten Bielefeld, Essen, Köln und Hagen wurde Wittenberg 1983 zum Akademischen (Ober-)Rat an der Friedrich-Alexander-Universität Erlangen-Nürnberg ernannt; seit 1998 ist Wittenberg Akademischer Direktor.
Die wissenschaftlichen Schwerpunkte von Reinhard Wittenberg liegen in den sozialwissenschaftlichen Feldern der Methodologie und Methoden der empirischen Sozialforschung, Wissenschaftssoziologie, Antisemitismusforschung, Area Studies und Public Health. Hierbei ist Reinhard Wittenberg als Wissenschaftler hervorgetreten durch ein umfangreiches Œuvre an wissenschaftlichen Schriften, die methodische, theoretische und empirische Problemstellungen zu integrieren unternahmen. Hierbei steht das Werk von Reinhard Wittenberg in der Tradition der struktur-individualistischen Schule innerhalb der Soziologie, wie sie von Günter Büschges entwickelt wurde.
Auch als Lehrender engagiert sich Wittenberg in besonderer Art und Weise, indem er ein Netzwerk aufgebaut hat, um Studienabsolventen bei der akademischen Berufsfindung als Mentor zu fördern.
Reinhard Wittenberg ist Mitglied im Berufsverband Deutscher Soziologinnen und Soziologen und in der Deutschen Gesellschaft für Soziologie.

## Schriften

### Methodologie und Methoden
- Handbuch für computerunterstützte Datenanalyse
- Einführung in die sozialwissenschaftlichen Methoden und ihre Anwendung in empirischen Untersuchungen
- Datenanalyse mit BMDP, 1993
- Grundlagen computerunterstützter Datenanalyse, 1998
- (mit Johann Bacher) Trennung von Kohorten-, Alters- und Periodeneffekten, 2000
- Datenanalyse mit SPSS für Windows, ³2003

### Allgemeine Soziologie
- Person – Situation – Institution – Kultur (1991)

### Antisemitismusforschung
- Antisemitische Einstellungen in Deutschland zwischen 1994 und 1998

### Wissenschaftssoziologie
- Studienabbruch sowie Studienfach- und/oder Studienortwechsel an der Wirtschafts- und Sozialwissenschaftlichen Fakultät der Universität Erlangen-Nürnberg, 1999
- Studium, Berufswahl und Berufstätigkeit, 1999
- AbsolventInnen des Studiengangs Sozialwissenschaften an der Universität Erlangen-Nürnberg, 2000
- Soziologie in Nürnberg, ²2001

### Area Studies
- Das Image der Stadt Essen in der Sicht ihrer Bewohner
- Kinder und Jugendliche in Gostenhof, 1997
- Volksfeste in Nürnberg, 2005[5]
- Lebensqualität, Kommunalpolitik und Kommunalwahlen in Nürnberg, 2007

### Public Health
- Strassenverkehrsbeteiligung älterer Menschen, 1977
- Strassenverkehrsbeteiligung von Kindern und Jugendlichen, 1987
- Pausenverkauf, Ernährung und Gesundheit an Nürnberger Hauptschulen, 1999
- Ernährung und Zahngesundheit an Nürnberger Hauptschulen, 1999
- Schwangerschaftskonfliktberatung, 2000
- Aufgeklärt, doch ahnungslos, 2005